# Margarethe Otto-Körner

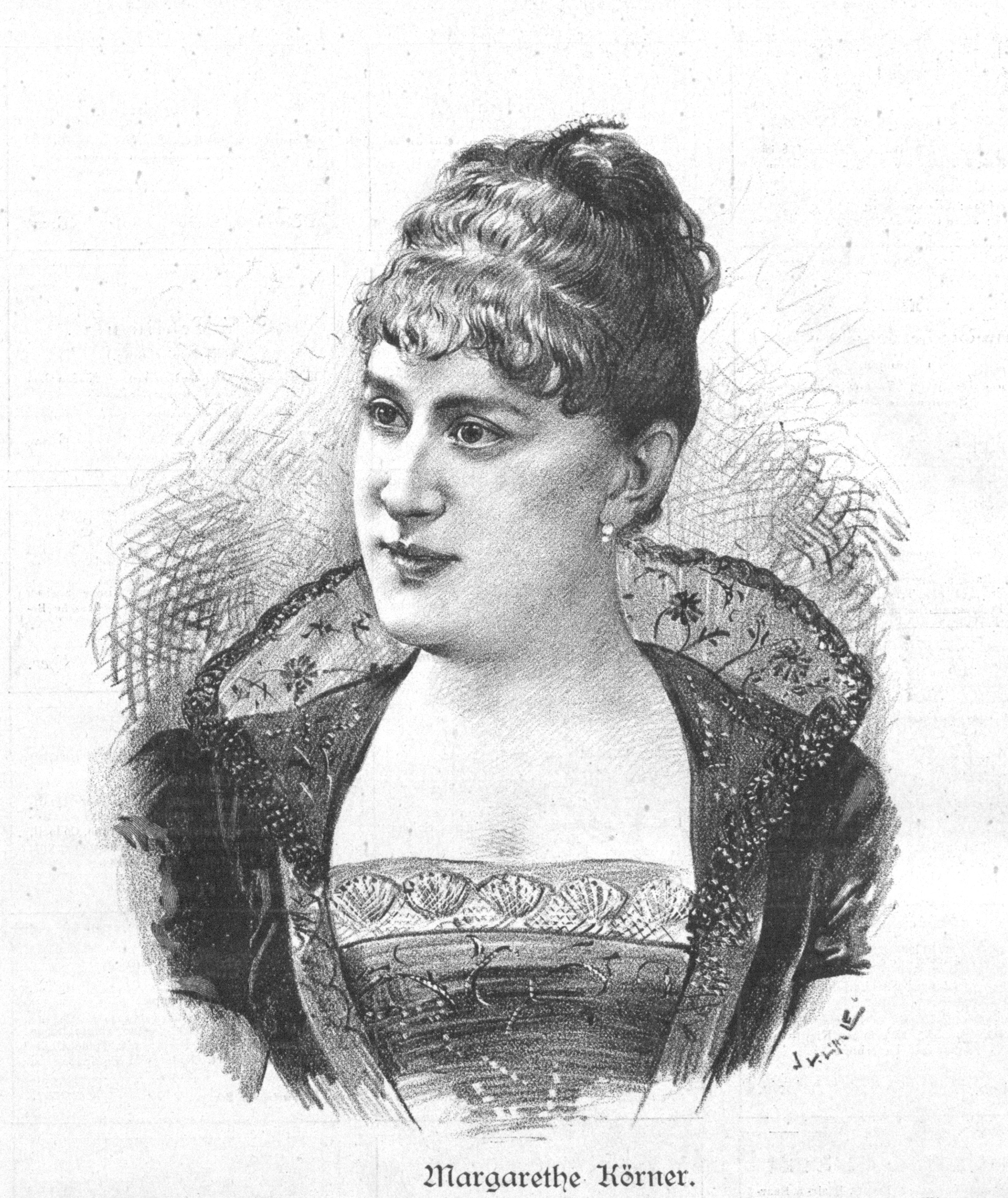
Margarethe Körner im Jahre 1890

Margarethe Otto-Körner, auch Margarete Otto-Körner, geborene Margarethe Körner (* 17. Juli oder 23. Juli 1868 in Hamburg; † 21. Juni 1937 ebenda) war eine deutsche Theater- und Stummfilmschauspielerin.

## Leben
Sie war ein Theaterkind, ihr Vater war der Schauspieler Theodor Körner. Ausgebildet wurde sie bei ihrem Pflegevater Bruno Manke. Schon als Kind wurde sie vielfach auf der Bühne verwendet, bis sie in Lübeck ihr erstes Engagement als Choristin erhielt. Danach ging sie nach Küstrin. Von dort aus wurde man auf sie in Berlin aufmerksam.
Adolf Ernst ließ sie Probe singen und Emil Thomas verpflichtete sie für die übernächste Saison. Mittlerweile absolvierte sie ein Engagement in Hannover, wo sie jedoch ihre Stimme verlor. Karl Sontag, zu dieser Zeit in Hannover gastierend, sprach ihr Mut zu, und da ihm ihr schauspielerisches Talent nicht entgangen war, veranlasste er sie, ins Fach der Salondamen zu wechseln.
Auf seine Empfehlung hin wurde sie nach einem erfolgreichen Gastspiel in Leipzig für zwei Jahre verpflichtet. Nach zweijähriger Tätigkeit kam sie an das Stadttheater Brünn und hier gelang ihr als „Isa“ in „Fall Clemenceau“ ein geradezu sensationeller Erfolg. Dies war ihre entscheidende Rolle, in dieser trat sie in München und Wien (nach Adele Sandrock) auf. Der Erfolg brachte ihr einen dreijährigen unkündbaren Vertrag am Hamburger Stadttheater.
Im Oktober 1931 feierte sie ihr 50-jähriges Bühnenjubiläum, 40 Jahre Tätigkeit in Hamburg und 25 Jahre Zugehörigkeit zum Deutschen Schauspielhaus Hamburg, dessen Ehrenmitglied sie auch war. Verheiratet war sie mit ihrem Schauspielkollegen Alex Otto, dessen Bruder Julius Otto war somit ihr Schwager.
Sie hatte zudem mehrere Filmauftritte, den ersten bereits 1898.

## Filmografie
- 1898: Frau Otto-Körner mit Hund
- 1918: Die Welt geht unter
- 1921: Banditen im Frack – Vera-Filmwerke
- 1921: Die rote Nacht – Vera-Filmwerke